# 西目屋村
西目屋村（にしめやむら）は青森県南西部に位置する村である。中津軽郡に属し、現在同郡で唯一の自治体となっている。

## 地理
青森県南西部に位置し、村域南側では秋田県と県境を成す。
- 山：白神山地
  - 村内に山頂があるもの - 尾太岳(1083m)、陣岳(1049m)、青鹿岳(1000m)、弁天森(980m)、高倉森(829m)、寒沢山(724m)、桧森(510m)、大高森山(415m)、小高森山(384m)
  - 山頂が境界になっているもの - 陣馬岳(1049m)、冷水岳(1043m)、尻高森(977m)、盆台森(845m)、掛鞍山(659m)、四兵衛森(641m)
- 水系：
  - 岩木川 - 郷坂沢川 - 乳穂ヶ滝 - 平沢川 - 馬ノ背川 - 津軽ダム（津軽白神湖） - 湯ノ沢川 - 大沢川 - 甲沢 - 暗門川 - 大川 - 鬼川辺沢 - 暗門滝
  - 大秋川（岩木川支流） - 白沢川 - 黒沢
- 峠：津軽峠（県道28号）、釣瓶落峠（県道317号）

### 隣接している自治体
- 青森県
  - 弘前市
  - 西津軽郡：鰺ヶ沢町
- 秋田県
  - 大館市
  - 山本郡：藤里町

## 歴史
- 1889年（明治22年）4月1日 - 町村制の施行により、中津軽郡田代村、杉ヶ沢村、白沢村、大秋村、村市村、藤川村、居森平村、砂子瀬村及び川原平村を廃し、その区域をもって中津軽郡西目屋村を設置する。
- 2020年（令和2年）11月30日 - 庁舎を旧津軽ダム工事事務所の建物に移転[2]。

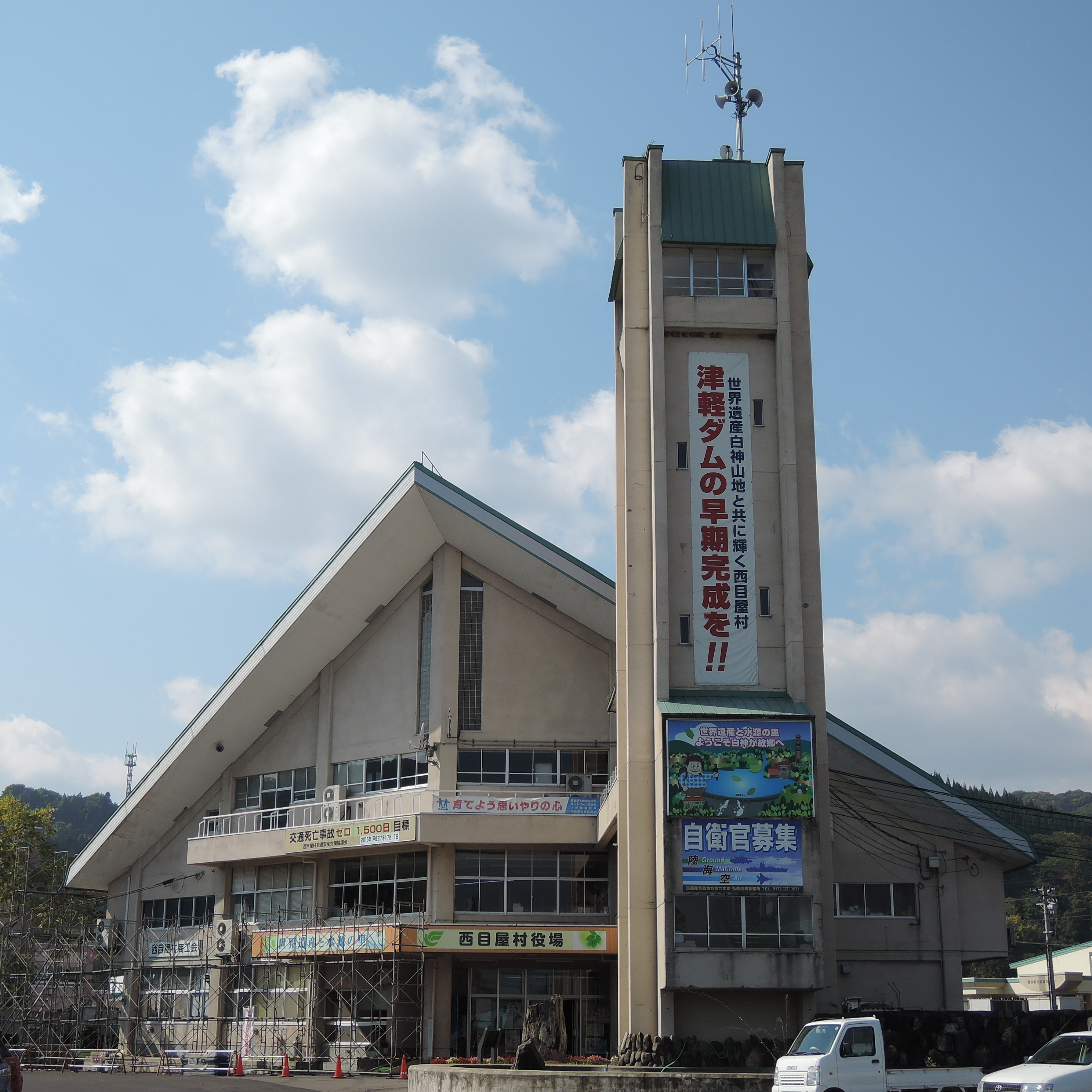
2020年11月までの旧役場庁舎
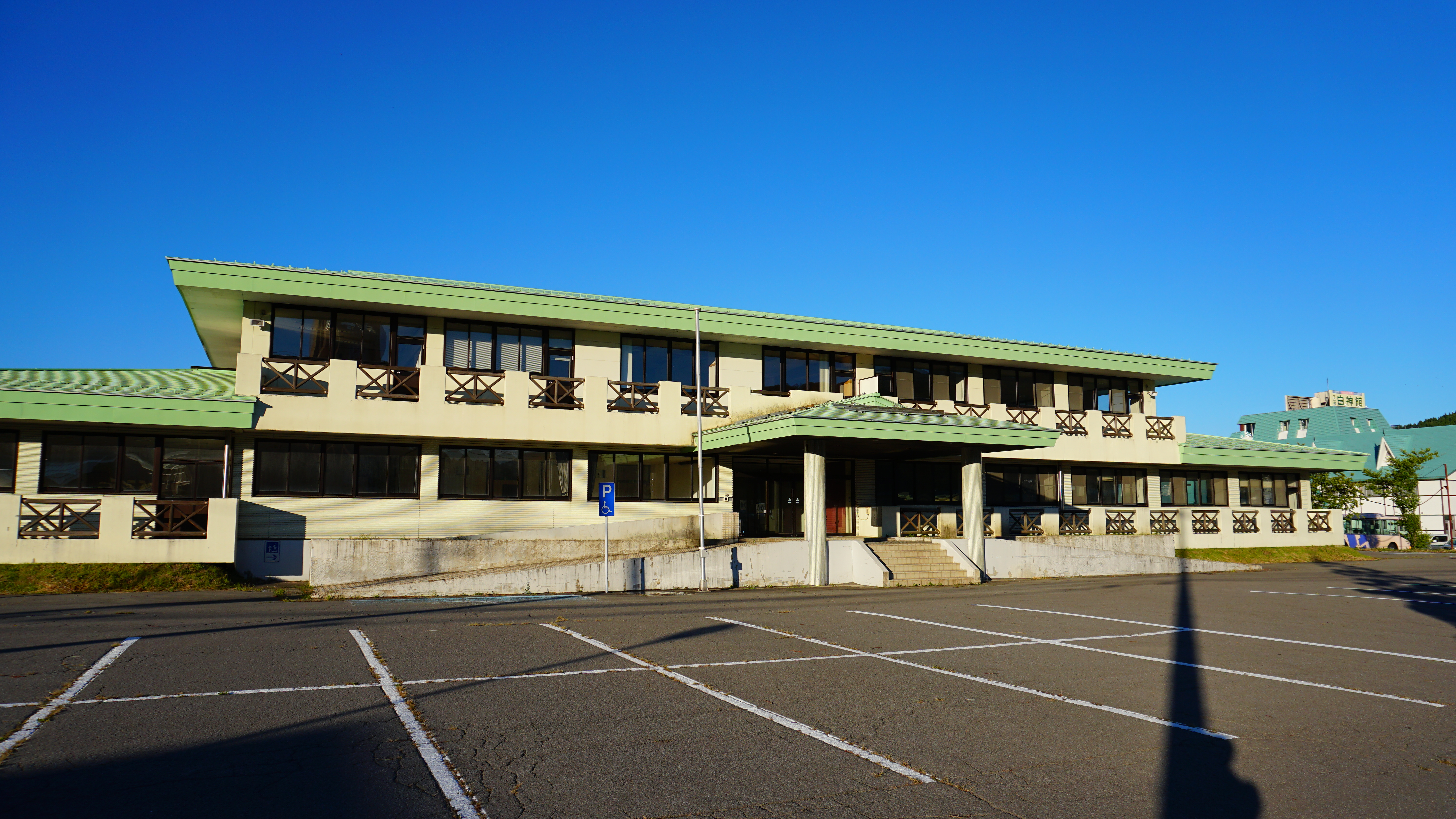
2020年11月から新たな役場庁舎として使用されることになった津軽ダムの旧工事事務所（2018年9月撮影）

## 行政
- 村長：桑田豊昭（2021年2月21日 - ）
- 村議会：定数6人[3]

## 産業

### 郵便

#### 直営郵便局
- 目屋郵便局（84108）

村内の集配業務は弘前郵便局（弘前市）が担当。

## 姉妹都市・提携都市

### 国外
- 吉林省梨樹県葉赫満族鎮（ようかくまんぞくちん） - 1985年（昭和60年）4月29日提携。自然の保護及び活用、教育・文化の交流、特産品の研究及び交流

## 地域

### 人口
平成27年国勢調査より前回調査からの人口増減をみると、11.23％減の1,415人であり、増減率は県下40市町村中29位。
| |                                          |  |
| 西目屋村と全国の年齢別人口分布（2005年） | 西目屋村の年齢・男女別人口分布（2005年） |  |
| ■紫色 ― 西目屋村 ■緑色 ― 日本全国 | ■青色 ― 男性 ■赤色 ― 女性                |  |
| 西目屋村（に相当する地域）の人口の推移 \| 1970年（昭和45年） \| 4,327人 \| \| \| 1975年（昭和50年） \| 3,430人 \| \| \| 1980年（昭和55年） \| 2,812人 \| \| \| 1985年（昭和60年） \| 2,474人 \| \| \| 1990年（平成2年） \| 2,225人 \| \| \| 1995年（平成7年） \| 2,138人 \| \| \| 2000年（平成12年） \| 2,049人 \| \| \| 2005年（平成17年） \| 1,597人 \| \| \| 2010年（平成22年） \| 1,594人 \| \| \| 2015年（平成27年） \| 1,415人 \| \| \| 2020年（令和2年） \| 1,265人 \| \| |                                          |  |
| 総務省統計局 国勢調査より |                                          |  |
| 1970年（昭和45年） | 4,327人                                  |  |
| 1975年（昭和50年） | 3,430人                                  |  |
| 1980年（昭和55年） | 2,812人                                  |  |
| 1985年（昭和60年） | 2,474人                                  |  |
| 1990年（平成2年） | 2,225人                                  |  |
| 1995年（平成7年） | 2,138人                                  |  |
| 2000年（平成12年） | 2,049人                                  |  |
| 2005年（平成17年） | 1,597人                                  |  |
| 2010年（平成22年） | 1,594人                                  |  |
| 2015年（平成27年） | 1,415人                                  |  |
| 2020年（令和2年） | 1,265人                                  |  |

### 教育

#### 小学校
- 西目屋村立西目屋小学校

※以下は廃校。
- 西目屋村立西目屋小学校〈旧〉（1976年・西目屋小学校〈新〉を統合新設）
- 西目屋村立村市小学校（同上）
- 西目屋村立大秋小学校（同上）
- 西目屋村立砂子瀬小学校（2000年・西目屋小学校へ統合）

#### 中学校
※以下は廃校。
- 西目屋村立西目屋中学校（2015年・閉校）

西目屋中学校の閉校により、村内の中学生は弘前市の東目屋中学校へ通学することとなった。

### 金融機関
- つがる弘前農業協同組合目屋支店

### 指定金融機関
旧みちのく銀行を継承した青森みちのく銀行を指定している。
村内に支店がないため、弘前市の同行下土手町支店が統括店となっている。

## 交通

### 鉄道
村内を鉄道路線は走っていない。鉄道を利用する場合の最寄り駅は、JR東日本奥羽本線および弘南鉄道弘南線の弘前駅。
かつて、改正鉄道敷設法別表第3号に「青森県弘前ヨリ田代ニ至ル鉄道」として村内の田代までの敷設が記載され、弘前電気鉄道が目屋線としてほぼ該当区間（起点は西弘前駅）を敷設する免許を取得したが、実現しなかった。

### 路線バス
- 弘南バス - 弘前市と西目屋村の間を運行する。
  - 弘前BT - 弘前駅 - 中土手町 - 市役所前 - 常盤坂入口 - 悪戸 - 国吉 - 西目屋村役場前
- 西目屋村コミュニティバス - 村内を運行しており大秋線・居森平線・杉ヶ沢線の3路線がある。いずれも西目屋村役場で弘南バスに接続する。

### 道路

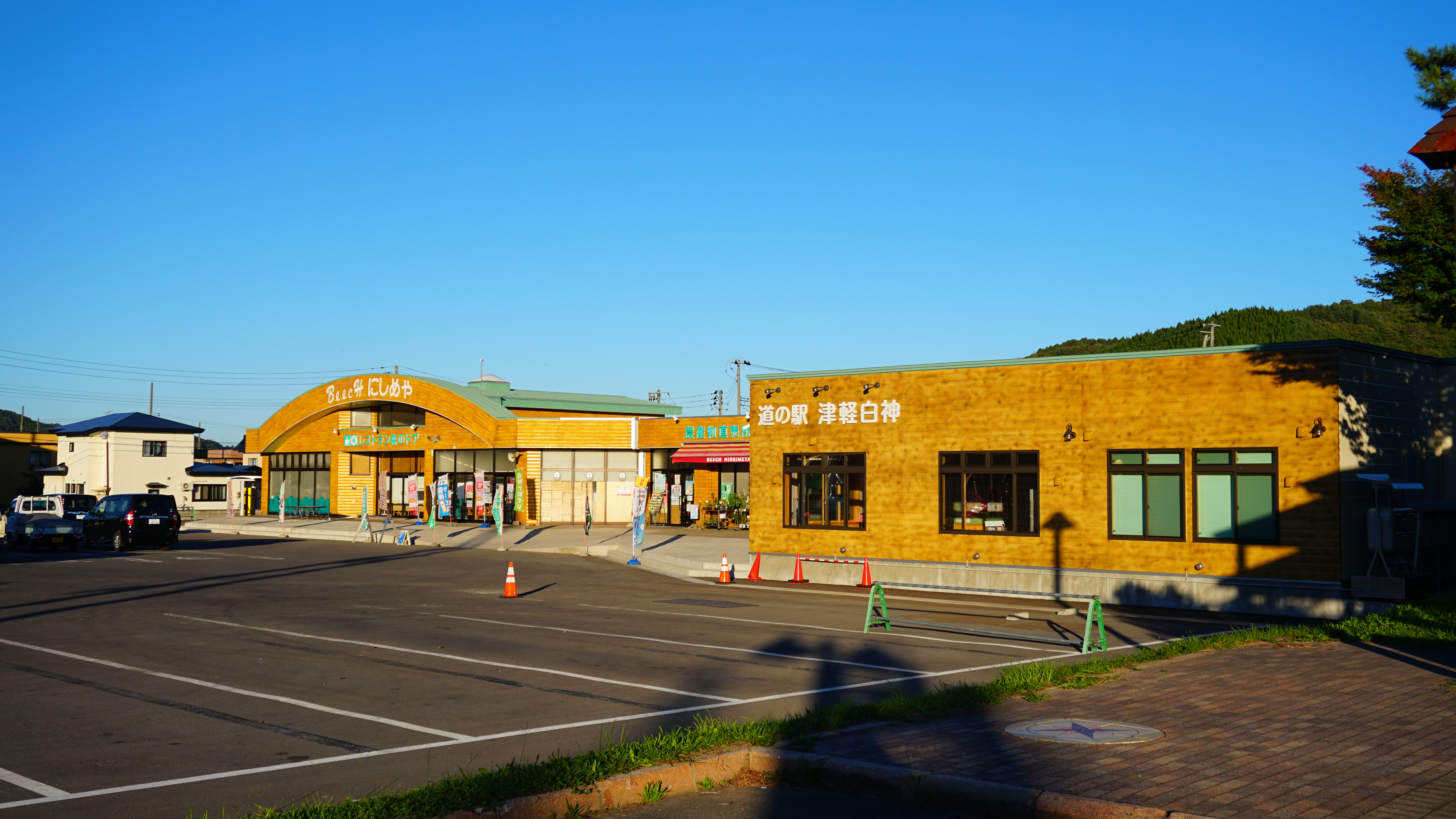
道の駅津軽白神（県道28号）

県道
- 主要地方道
  - 青森県道28号岩崎西目屋弘前線
- 一般県道
  - 青森県道204号相馬常盤野線
  - 青森県道317号西目屋二ツ井線

- 道の駅 - 津軽白神

## 名所・旧跡・観光スポット
- 白神山地（世界遺産）
- 白神山地ビジターセンター
- 暗門滝
- 乳穂ヶ滝（におがたき）
- 津軽ダム（津軽白神湖）- 目屋ダム（旧・美山湖）は水没
- 不識塔（つかさの塔）
- 乳井貢の碑
- 尾太鉱山

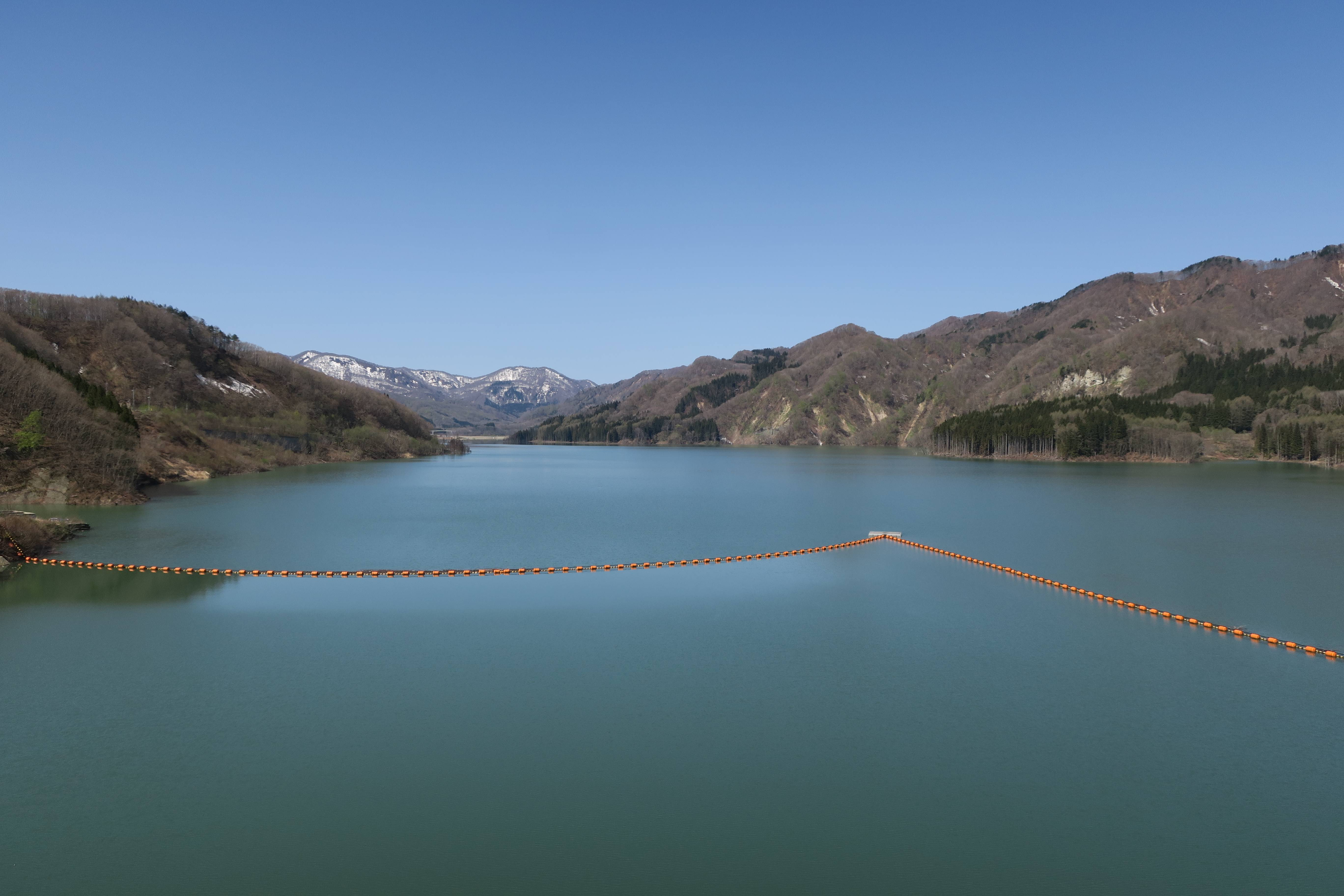
津軽白神湖
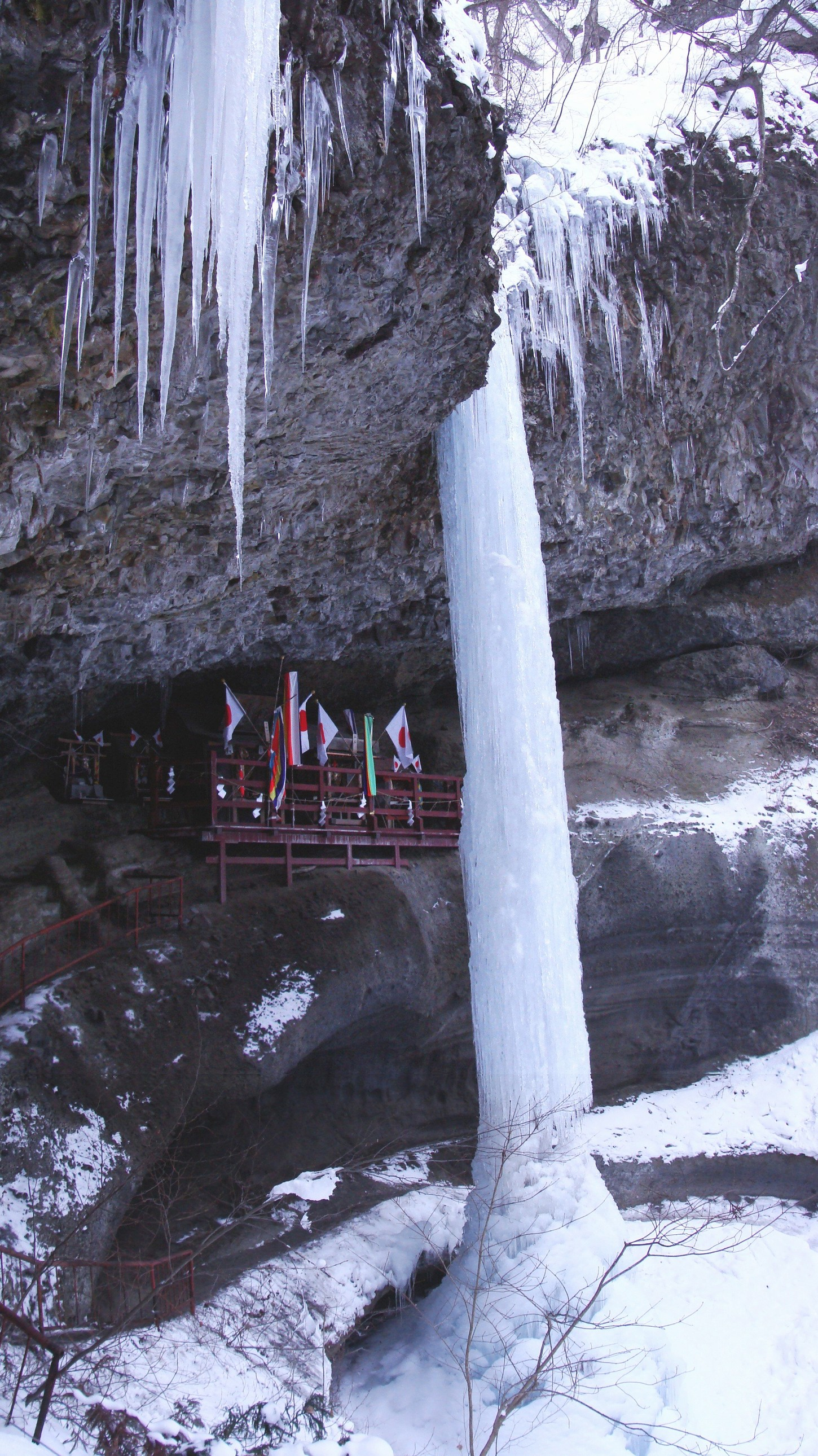
乳穂ヶ滝
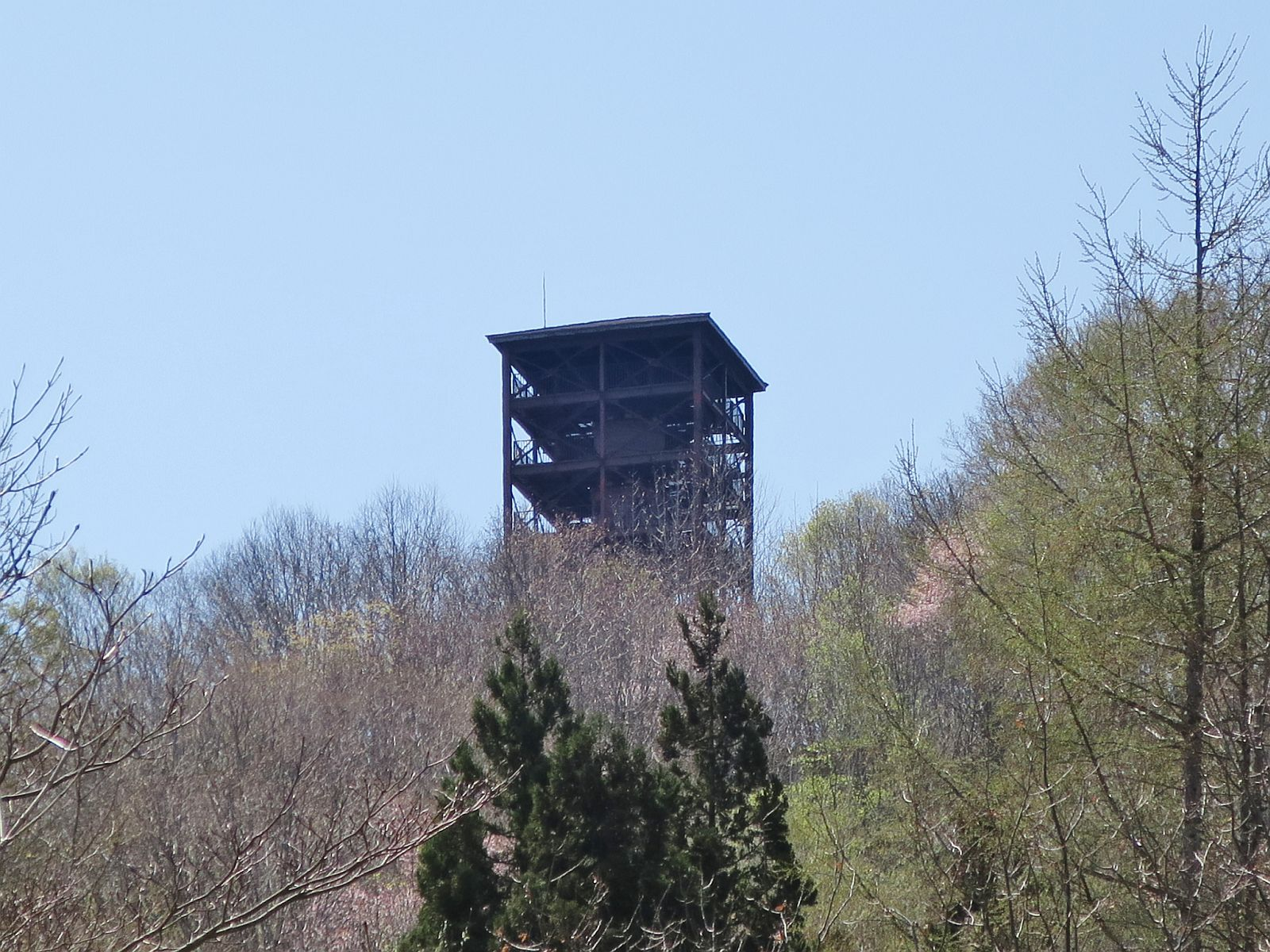
不識塔

## 同村出身の有名人
- 桂ゆり（歌手）
- 熊谷二郎（ボクサー）
- 吉谷昭雄（劇団四季俳優）
- 太陽（アイドル、ライスボール）

## その他
- 2009年（平成21年）3月6日には前日に成立した法律を受けて、北海道西興部村と並び、全国で最初の定額給付金の現金支給が開始された。
- 親善大使に吉幾三（演歌歌手）が就任している[4]。また、防災無線のチャイムで吉の演歌などが放送されている（15時「吉幾三の掛け声入りラジオ体操」17時「白神が故郷」が放送されている）ほか、2017年（平成29年）10月15日には津軽ダム竣工1周年を記念して吉の歌碑が建立された[5]。